# Laurent Monsengwo Pasinya
Laurent kardinál Monsengwo Pasinya (7. října 1939 Mongobele – 11. července 2021, Versailles) byl římskokatolický kněz z Demokratické republiky Kongo, arcibiskup Kinshasy, kardinál.

## Život
Vystudoval Papežskou univerzitu Urbaniana v Římě, kde získal licenciát z teologie, a Papežský biblický institut v Jeruzalémě, kde získal doktorát z biblické exegeze. Kněžské svěcení přijal 21. prosince 1963. Poté byl řadu let vyučujícím na Univerzitě v Kinshase. Titul doktora biblických věd získal jako první Afričan na Papežském biblickém institutu.
Pomocným biskupem diecéze Inongo byl Monsengwo Pasinya jmenován 13. února 1980, biskupské svěcení mu udělil 4. května téhož roku papež Jan Pavel II. během bohoslužby v Kinshase. V době přechodu od diktátorského režimu prezidenta Mobutu Sese Seko k demokracii sehrál významnou roli jako zastánce míru, dialogu a lidských práv. Působil jako předseda Vysoké rady republiky a v roce 1994 byl mluvčím prozatímního parlamentu, pověřeného vypracováním ústavy, sestavením prozatímní vlády a přípravou všeobecných voleb. V letech 1997 až 2003 byl předsedou Sympozia biskupských konferencí Afriky a Madagaskaru.
Do čela arcidiecéze konžského hlavního města jej povolal na 6. prosince 2007 papež Benedikt XVI. Ten jej také jmenoval kardinálem. Kardinálské insignie převzal na konzistoři 20. listopadu 2010. Na podzim roku 2012 byl jedním ze tří předsedajících biskupského synodu, který probíhal ve Vatikánu.
Dne 13. dubna 2013 bylo ve Vatikánu oznámeno, že papež František ustanovil nový poradní sbor osmi kardinálů, který mu má pomoci při vypracování reformy vatikánské kurie. Jedním z členů této pracovní skupiny se stal i kardinál Pasinya.